# Cette sacrée Sophie
Cette sacrée Sophie est le 12e album de la série Sophie de Jidéhem et Vicq, paru en 1977. Il reprend six histoires courtes publiées pour la première fois dans le journal Spirou entre 1974 et 1976 : Petite Aviation, Sophie et les Schtroumpfs, Sophie et l'Oiseau Parlotl, Une mystérieuse maladie, Drôle de balle ! et Le Fantôme marin.

### Documentation
- Jean Léturgie, « Cette sacrée Sophie », Schtroumpfanzine, no 15,‎ janvier 1978, p. 26.